# Blu del Barrio

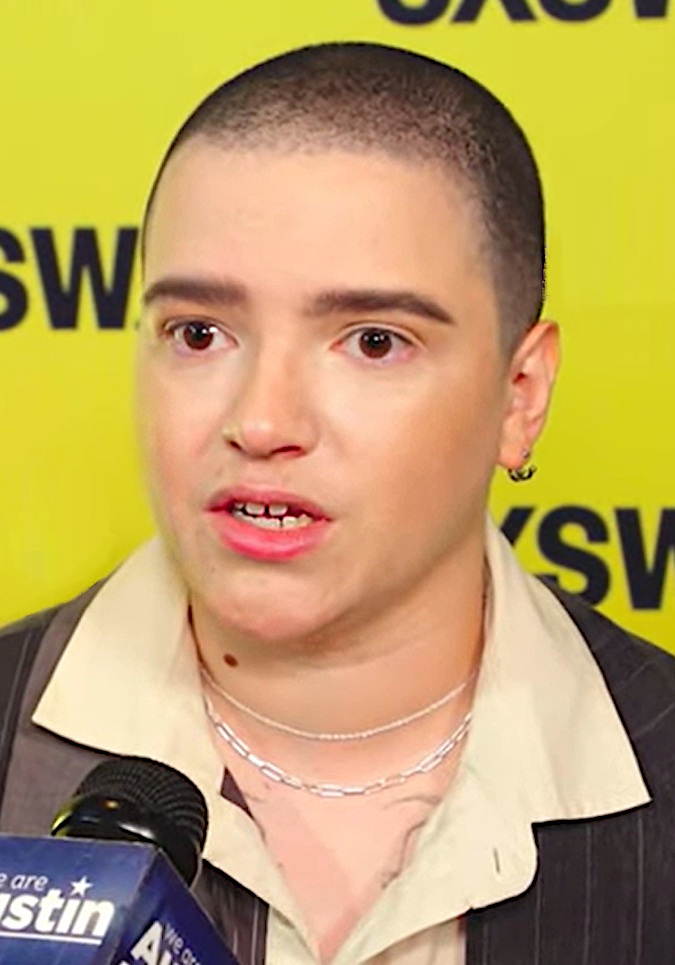
Blu del Barrio (2024)

Blu del Barrio (* 15. September 1997 in Topanga, Südkalifornien, als Julia Gutierrez del Barrio) ist eine schauspielende Person. Blu del Barrio spielte in der CBS-Fernsehserie Star Trek: Discovery 2020 bis 2024 die Rolle der Figur Adira Tal. Diese wird medial vielfach als erste nichtbinäre Figur im Star-Trek-Universum bezeichnet.

## Werdegang
Geboren als Kind argentinischer Eltern in Südkalifornien, spielte Blu del Barrio schon als Kind bei Theaterstücken oder Kurzfilmen mit und absolvierte in London an der London Academy of Music and Dramatic Art ein Schauspielstudium. Dort fand auch das Casting statt, das zu der Rolle in Star Trek: Discovery führte – die Figur Adira Tal in der dritten Staffel der Serie ist ein symbiontisch lebendes Trill-Individuum, bei dem ein humanoider Wirtsorganismus mit einem Generationen alten (und deren Erinnerungen in sich tragenden) Symbionten lebt. Diese Rolle ist die erste wesentliche für del Barrio und wird nach Aussage des Produzenten Alex Kurtzman in der vierten Staffel weiterentwickelt.
Als nichtbinäre Person (weder Frau noch Mann) suchte del Barrio eine Rolle, die der eigenen Identität entsprach und die eine persönliche Entwicklung ermöglichte. Den Vornamen Blu wählte del Barrio 2019 selbst als Verkürzung des englischen blue („blau“), der eigenen Lieblingsfarbe aus der Kindheit. Für sich verwendet del Barrio das englische geschlechtsneutrale Pronomen they.